# St. Etienne 1892
Il Revolver d'ordonnance modèle 1892 l St. Etienne Mle 1892 era una rivoltella francese prodotto dalla Manufacture d'armes de Saint-Étienne come sostituto del Chamelot-Delvigne Mle 1873. Arma da fianco standard dell'Armée de terre durante la prima guerra mondiale, era ancora in servizio insieme alla semiautomatica MAS Mle 35 durante la seconda guerra mondiale.

## Storia
Questo revolver accompagnò i soldati francesi nelle dure lotte coloniali e nelle sanguinose guerre mondiali, interessante per le singolari caratteristiche e per la nascita alquanto travagliata.
Alla fine del 1884 gli Alti Comandi francesi decisero di mandare in pensione, anche se non fu così per molti anni, i vecchi revolver Mle 1873 e Mle 1874 in calibro 11 × 17,8 mm R con caricamento a polvere nera. Gli studi sulla futura nuova arma partirono sulla base del revolver d'ordinanza svizzero Schmidt M1882; si optò per un calibro di 8 mm e tra il 1887-8 nacquero i primi 1000 esemplari a titolo di studio presso la Manufacture d'armes de Saint-Étienne, denominati Mle 1887 non ottennero i risultati sperati, si elaboro quindi un Mle 1889. Fu tutto tempo sprecato visto che negli USA nacque dalla Colt il sistema a tamburo basculante. Questo comportò la riprogettazione di quasi tutto il revolver, nacque così un modello transitorio denominato Mle 1891, prodotto in sole poche decine di esemplari, fino a giungere al revolver Mle 1892.
Se la progettazione fu molto lenta, non fu così per la produzione: 5.000 esemplari nello stesso 1892, 20.000 nel 1893, fino ad arrivare al numero 176.103 nella fine del 1900. Dopo questa data il quantitativo della produzione fu incerto, inoltre la data di produzione fu marcata fino al 1915 e riprese dal 1921. Tra il 1916-18 furono prodotti più di 500.000 esemplari dalla neutrale Spagna, visto la penuria di armi corte e che gli arsenali si erano orientati principalmente alla produzione di fucili. La produzione cessò nel 1924 con un totale di circa 385.000 esemplari.

## Tecnica
La prima curiosità che si nota sul revolver Mle 1892 è che l'arma ha un tamburo basculante sulla destra, molto scomodo per i tiratori destri. Questa soluzione fu adottata per non ritardare ancor più la progettazione dell'arma dopo la comparsa del tamburo basculante, si decise quindi di sfruttare lo sportellino di caricamento sulla destra.
Per il resto è un revolver interamente in acciaio ad incastellatura chiusa con tamburo capace di 6 cartucce calibro 8 × 27 mm Lebel con espulsore a stella. Un'altra curiosità è che le camere del tamburo sono numerate internamente da 1 a 6. Le mire sono costituite da un mirino spinato alla canna e una tacca di mira fresata sulla parte posteriore del revolver. L'impugnatura è esile ma comoda, con guancette in legno zigrinate. L'arma si presenta brunita tranne il grilletto e il cane che sono rifiniti in giallo paglierino. Dopo aver aperto la cartella e asporto la guancetta sinistra, si possono notare i componenti di scatto numerati da 1 a 4, che stanno a rappresentare la sequenza di smontaggio di quest'ultimi.
Sul fianco destro compare la scritta in corsivo M.re d'Armes St. Etienne, mentre sulla canna sempre in corsivo M.le 1892. Sul fianco compare la data di produzione preceduta da una S. Inoltre sono presenti vari punzoni ispettivi e una E coronata, simbolo della fabbrica.
Questo revolver era accompagnato da una fondina in cuoio dotata di 6 alveoli per una ricarica completa. Dal 1909 comparvero al loro posto 3 alloggiamenti per altrettanti pacchetti, contenenti ognuno una ricarica completa. Inizialmente erano fondine da tracolla ma durante la prima guerra mondiale comparvero modelli da cinturone e modelli in tela.

## Utilizzatori
- [1]
  - Armée de terre
  - Marine nationale
  - Gendarmerie nationale
- Belgio[2]
- Cecoslovacchia[3]
- Monaco: Compagnia dei carabinieri del principe[4]
- Spagna[2]
- Svizzera[1]